# يوتنهايم

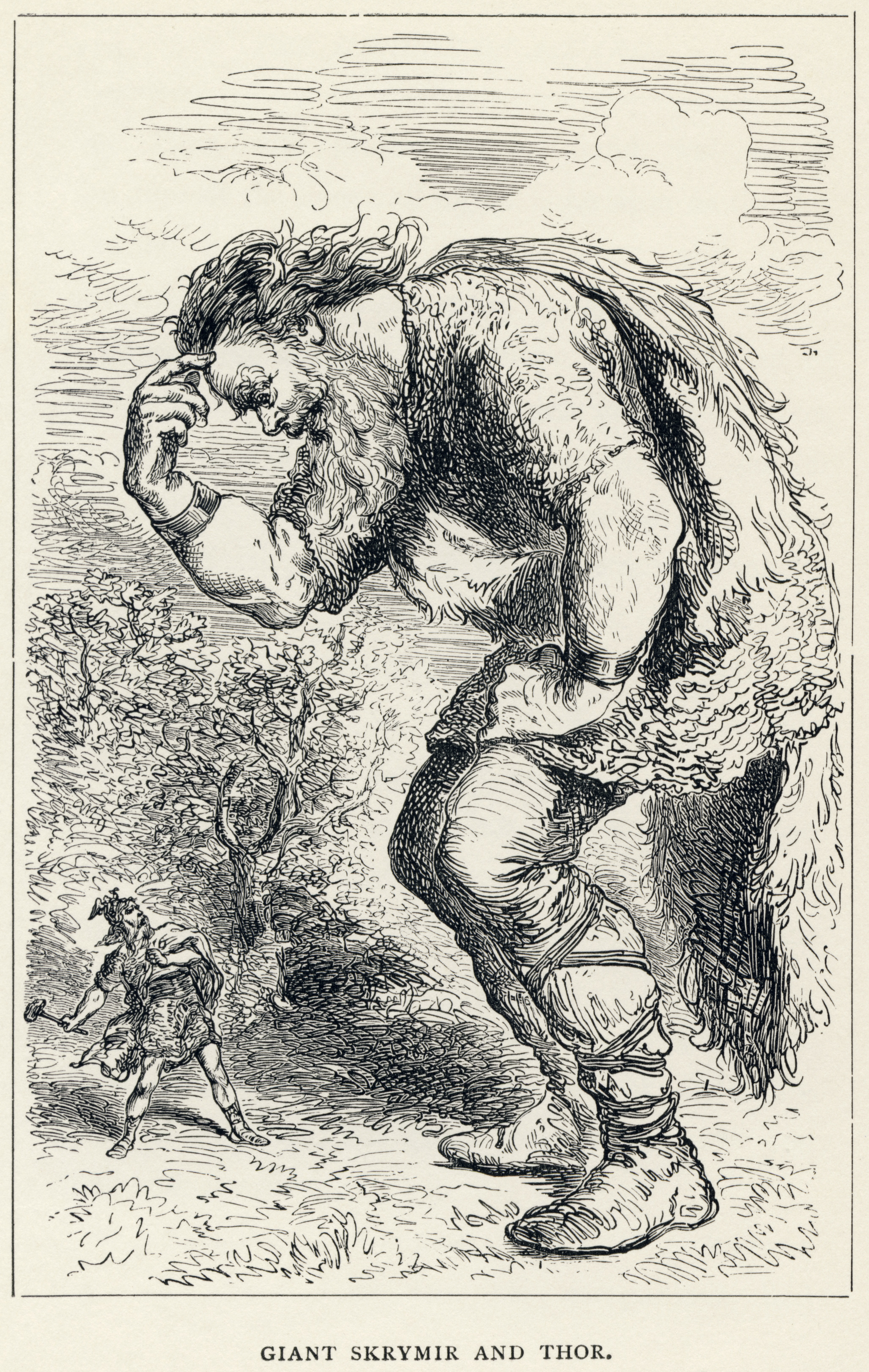
لويس هوارد - العملاق

يوتنهايم موطن عمالقة يوتن في الأساطير الإسكندنافية وبها أحجار وأشجار وجبال وكهوف عملاقة ولا تتكلم الحكايات القديمة عن موقع هذه الأرض بدقة وتسمى أيضا أوتغارت أو الأرض الخارجية.